# Von Wafer
Vakeaton Quamar Wafer, detto Von (Homer, 21 luglio 1985), è un ex cestista statunitense.

## Carriera

### Università
Wafer gioca due stagioni per Florida State University: nella prima, raccoglie 7,9 punti e 1,9 rimbalzi in 17,5 minuti di gioco. È stato il terzo su tutti i 90 della Atlantic Coast Conference nel tiro da tre punti. Nella sua seconda stagione colleziona 12,5 punti, primo della sua squadra. Termina l'università con una media di 10,2 punti e 2,2 rimbalzi.

### NBA
Viene scelto al secondo giro del Draft NBA 2005, come 39º assoluto, dai Los Angeles Lakers con i quali gioca 16 partite prima d'esser mandato ai Colorado 14ers della lega di sviluppo D-League, in cui a gennaio viene nominato "Giocatore del mese". A febbraio del 2007 firma un contratto di 10 giorni con i Los Angeles Clippers, con i quali gioca soltanto un minuto. Alla fine della stagione 2006-07, firma un contratto con i Denver Nuggets.
Il 21 febbraio 2008 viene coinvolto in una trade che lo porta ai Portland Trail Blazers in cambio di Taurean Green. Poi viene scelto dai Boston Celtics, dove gioca da secondo di Rajon Rondo.

### Italia
Complice il lockout NBA 2011-2012, Wafer nell'agosto 2011 ha firmato un contratto annuale con la Vanoli Cremona: una clausola impone comunque al giocatore di tornare negli States in caso di ripresa dell'NBA, cosa che effettivamente avviene quando ritorna negli States per giocare con la maglia degli Orlando Magic, dove conclude la stagione giocando 33 partite.

### Cina
Nel luglio 2012 si accorda con gli Xinjiang Flying Tigers

## Palmarès
- McDonald's All-American Game (2003)
- All-NBDL First Team (2007)

## Statistiche NBA
| Anno     | Squadra                | GP  | GS | MPG  | FG%  | 3P%  | FT%  | RPG | APG | SPG | BPG | PPG |
| -------- | ---------------------- | --- | -- | ---- | ---- | ---- | ---- | --- | --- | --- | --- | --- |
| 2005-06  | Los Angeles Lakers     | 16  | 0  | 4,6  | 15,8 | 11,8 | 75,0 | 0,5 | 0,3 | 0,2 | 0,0 | 1,3 |
| 2006-07  | Los Angeles Clippers   | 1   | 0  | 1,0  | 0,0  | 0,0  | 0,0  | 0,0 | 0,0 | 0,0 | 0,0 | 0,0 |
| 2007-08  | Denver Nuggets         | 21  | 0  | 4,3  | 26,3 | 6,7  | 75,0 | 0,5 | 0,2 | 0,1 | 0,0 | 1,3 |
| 2007-08  | Portland Trail Blazers | 8   | 0  | 8,0  | 30,4 | 27,3 | 50,0 | 1,1 | 0,3 | 0,0 | 0,3 | 2,4 |
| 2008-09  | Houston Rockets        | 63  | 11 | 19,4 | 44,7 | 39,0 | 75,2 | 1,8 | 1,1 | 0,6 | 0,1 | 9,7 |
| 2010-11  | Boston Celtics         | 58  | 2  | 9,5  | 42,1 | 26,9 | 84,2 | 0,8 | 0,6 | 0,3 | 0,1 | 3,2 |
| 2011-12  | Orlando Magic          | 33  | 1  | 14,2 | 45,2 | 35,9 | 70,4 | 1,4 | 0,9 | 0,3 | 0,1 | 5,9 |
| Carriera |                        | 200 | 14 | 12,4 | 42,0 | 32,5 | 75,1 | 1,2 | 0,7 | 0,4 | 0,1 | 5,3 |